# گوک‌دنیز کارادنیز
گوک‌دنیز کارادنیز (انگلیسی: Gökdeniz Karadeniz؛ زادهٔ ۱۱ ژانویهٔ ۱۹۸۰) بازیکن فوتبال اهل ترکیه است.
از باشگاه‌هایی که در آن بازی کرده‌است می‌توان به باشگاه فوتبال ترابزون‌اسپور و باشگاه فوتبال روبین کازان اشاره کرد.
وی همچنین در تیم‌های ملی فوتبال Turkey national under-16 football team, Turkey national under-17 football team، جوانان ترکیه، زیر ۲۱ سال ترکیه، Turkey A2 national football team، و ترکیه بازی کرده‌است.